# Police Quest: In Pursuit of the Death Angel
Police Quest: In Pursuit of the Death Angel est un jeu vidéo d'aventure développé et édité par Sierra On-Line, sorti en 1987 sur DOS, Amiga, Atari ST, Apple II, Apple IIGS et Mac OS.

## Accueil
- Adventure Gamers : 3,5/5[1]